# Briault (cratera)
Briault é uma cratera marciana. Twm como característica 96.6 quilômetros de diâmetro. O seu nome é em homenagem a P. Briault, um astrónomo francês.